# Natación (deporte)
La natación es un deporte que consiste en el desplazamiento de una persona en el agua, sin que esta toque el suelo. Es regulado por la Federación Internacional de Natación.

## Historia de la natación

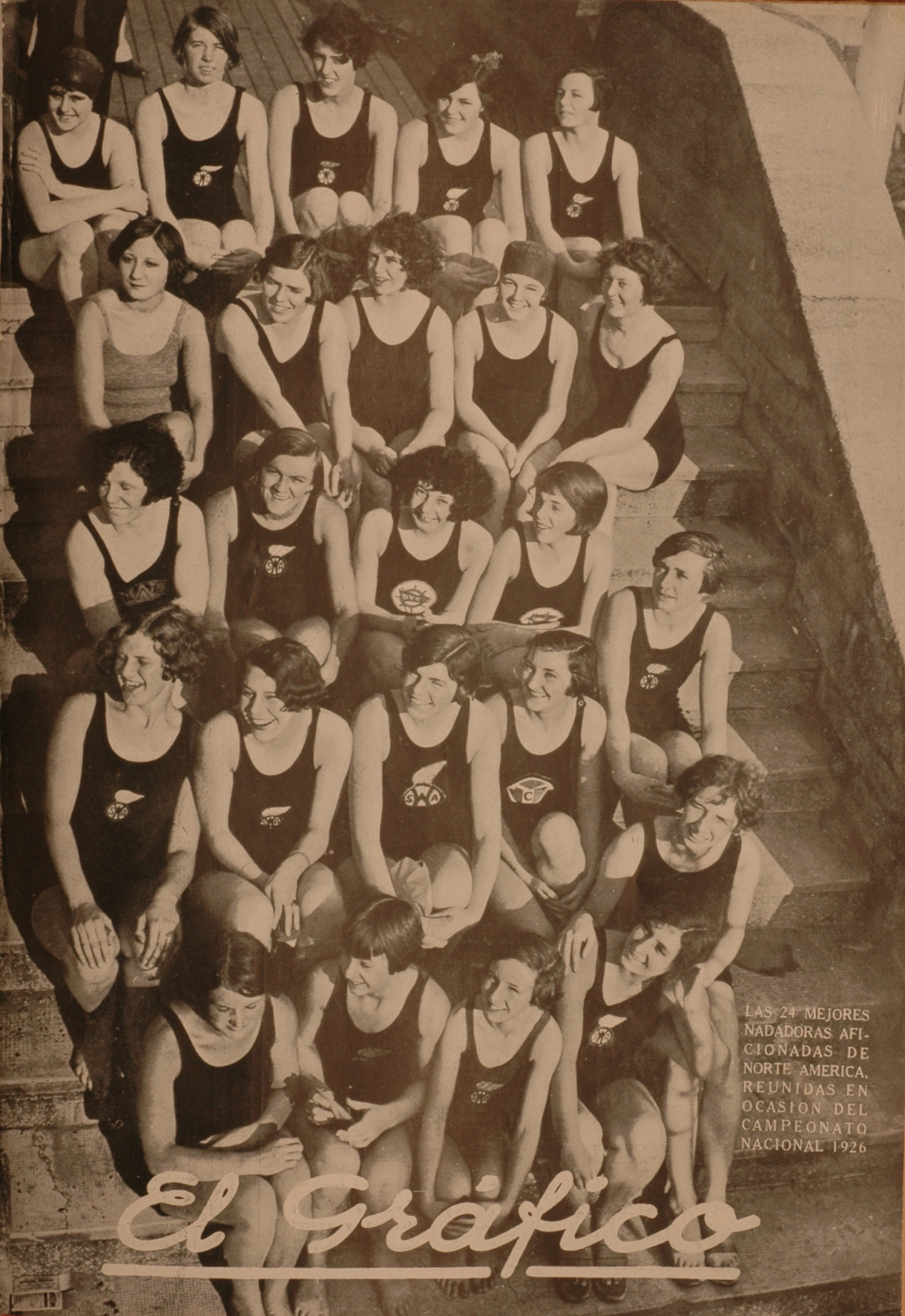
Equipo de nadadoras estadounidenses durante el Campeonato Nacional de 1926

La historia de la natación se remonta a la Prehistoria; se han descubierto pinturas sobre natación de la Edad de Piedra de hace 7500 años y las primeras referencias escritas datan del 2000 a. C.
Entre los egipcios, cuyo país, cortado por todas partes por infinidad de canales, ofrecía a cada paso miles de riesgos a cuantos no se habían familiarizado aún con las aguas; debido a esto, el arte de nadar se transformó en uno de los aspectos más esenciales de la educación pública.
De los japoneses se dice que ya en tiempos del emperador Sugiu (38 a. C.) se celebraba anualmente competiciones deportivas entre ellas la de natación.
Entre los antiguos griegos, la natación era tan popular que para indicar que alguien era lo que hoy llamamos un analfabeto, se decía despectivamente de él: "no sabe ni leer ni nadar". Y vemos que Platón (355 a. C.) en su capítulo Leyes (LLL, 689) dice: "¿debería confiarse un cargo oficial a personas que son lo contrario de gente culta, los cuales no saben nadar ni leer?".
Sin embargo, la natación como deporte comenzó a principios del siglo XIX en Gran Bretaña, con la National Swimming Society de Londres, fundada en 1837. El primer campeón mundial fue Tom Morris, quien ganó una carrera de una milla en el Támesis en 1869. Hacia finales del siglo XIX la natación de competición se estaba estableciendo también en Australia y Nueva Zelanda, además, varios países europeos habían creado ya federaciones. En los Estados Unidos los clubes de aficionados empezaron a celebrar competiciones en el año 1870.

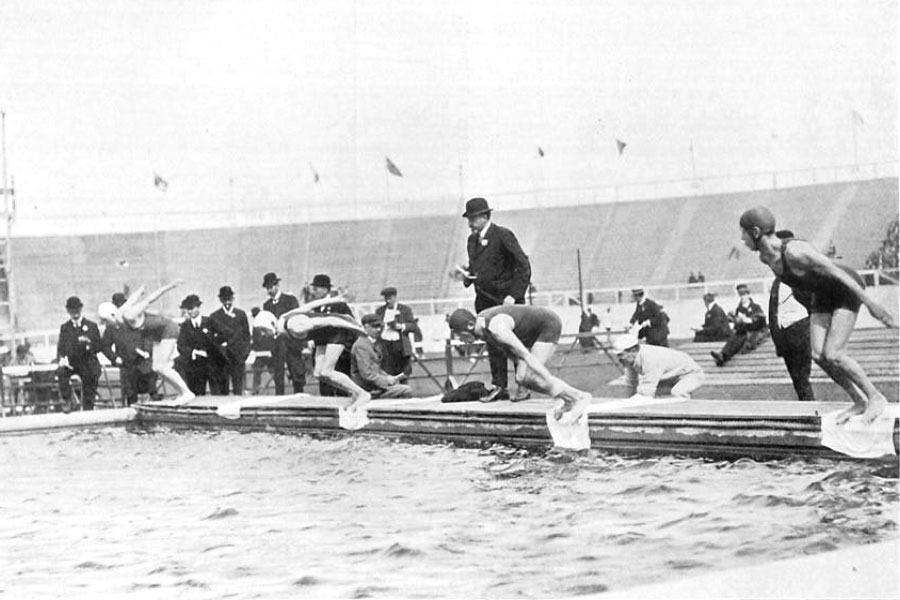
Inicio de la final de los 200 metros braza en los Juegos Olímpicos de Londres 1908

La natación pasó a ser parte de los primeros Juegos Olímpicos modernos de 1896 en Atenas en el caso de los hombres, y  1912 para las mujeres.
1908 el estilo trudgen fue mejorado por Richard Cavill usando la patada continua. Ese mismo año se creó la FINA: Federación Internacional de Natación. El estilo mariposa fue desarrollado en un principio como una variante del estilo braza, hasta que fue aceptado como estilo en 1952.
La natación es el arte de sostenerse y avanzar, usando los brazos y las piernas, sobre o bajo el agua. Puede realizarse como actividad lúdica o como deporte de competición. Debido a que los seres humanos no nadan instintivamente, la natación es una habilidad que debe ser aprendida. A diferencia de otros animales terrestres que se dan impulso en el agua, en lo que constituye en esencia una forma de caminar, el ser humano ha tenido que desarrollar una serie de brazadas y movimientos corporales que le impulsan en el agua con potencia y velocidad. En estos movimientos y estilos se basa la evolución de la natación competitiva como deporte.
La natación puede practicarse en cualquier tipo de recinto de agua lo bastante grande como para permitir el libre movimiento y que no esté demasiado caliente o turbulenta. Las corrientes y mareas pueden resultar peligrosas, pero también representan un desafío para demostrar la fuerza y el valor de los nadadores, como se puede comprobar con los muchos intentos con éxito de cruzar el Canal de la Mancha.
La natación fue un deporte muy estimado en las antiguas civilizaciones de Grecia y Roma, sobre todo como método de entrenamiento para los guerreros. En Japón ya se celebraban competiciones en el siglo I a. C. No obstante, durante la Edad Media en Europa su práctica quedó casi olvidada, ya que la inmersión en agua se asociaba con las constantes enfermedades epidémicas de la época. Hacia el siglo XIX desapareció este prejuicio y, ya en el XX, la natación se ha llegado a considerar un sistema valioso de terapia física y la forma de ejercicio físico general más beneficiosa que existe. Ningún otro ejercicio utiliza tantos músculos del cuerpo y de modo tan intenso. Además, la mayor afluencia de nadadores, así como las mejores técnicas de construcción y calefacción, han aumentado enormemente el número de piscinas públicas al aire libre y cubiertas en todo el mundo. La piscina privada, que fue en un tiempo digno de excepcional privilegio, es cada vez más común.

## Competiciones de natación
La natación de competición se hizo popular en el siglo XIX. El objetivo de la natación competitiva es la de romper las marcas personales o los récords mundiales. Cuando se nada debe haber la menor resistencia al agua con el fin de obtener la máxima velocidad. Sin embargo, algunos nadadores profesionales que no poseen una clasificación nacional o mundial son considerados los mejores en lo que se refiere a sus habilidades técnicas. Típicamente, un nadador profesional pasa por un ciclo de formación en la que el cuerpo está sobrecargado con el trabajo al principio, luego la carga de trabajo se disminuye en la etapa final.
La práctica de reducir el ejercicio unos días antes de una competición importante se llama convergente. Una etapa final se refiere a menudo como "afeitarse y disminuir". El nadador se afeita todos los cabellos expuestos en aras de la reducción de la resistencia y que tenga una presentación elegante y más hidrodinámica en el agua. Además, el método de "afeitar y la conicidad" se refiere a la eliminación de la capa superior de "piel muerta", que expone la piel más nueva y más rica debajo.

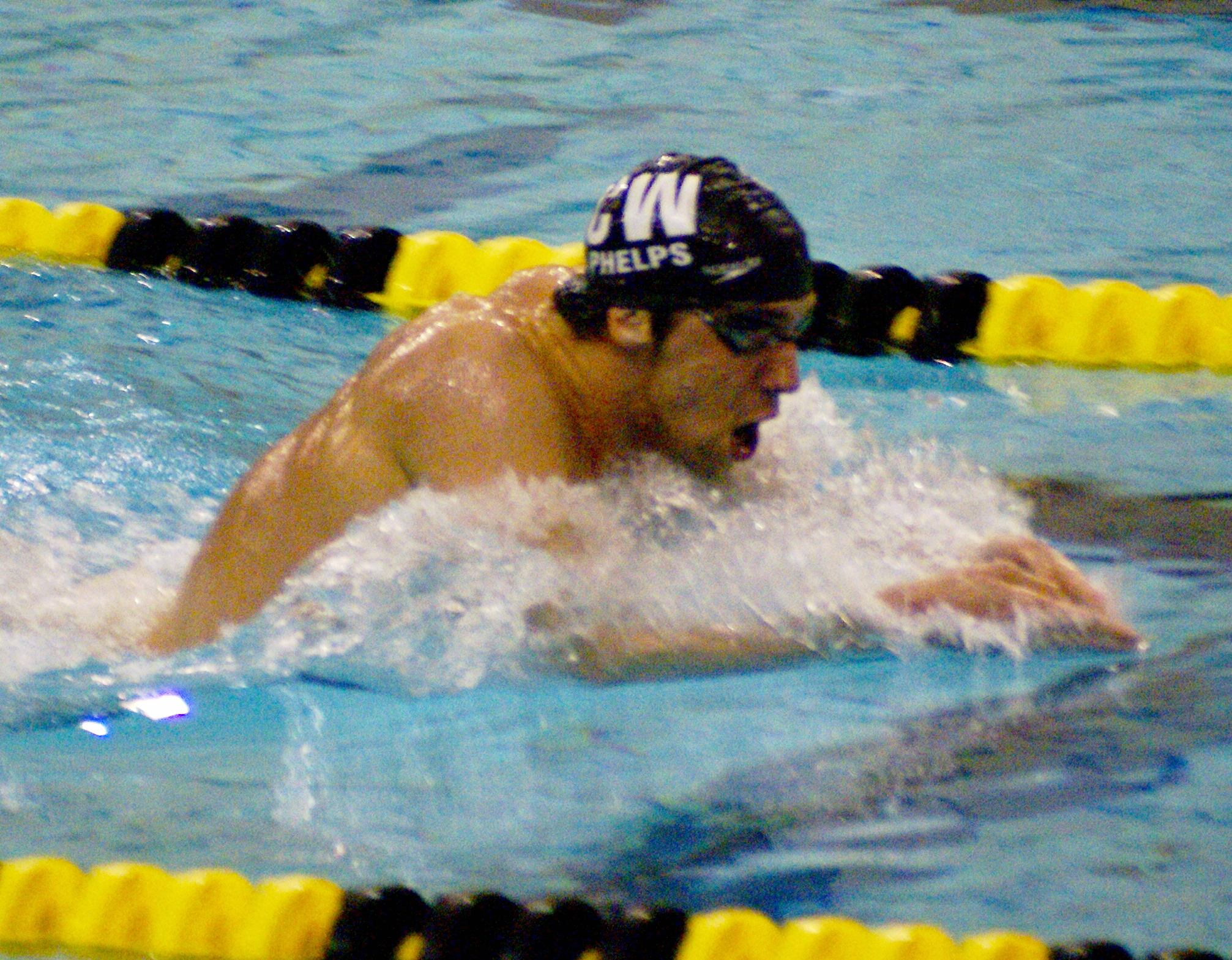
Michael Phelps, considerado el mejor nadador de la historia, es poseedor del récord mundial y medallista de oro olímpico en los 400 IM

La natación es un evento en los Juegos Olímpicos de verano, donde los atletas masculinos y femeninos compiten en diferentes estilos. Los eventos olímpicos se llevan a cabo en una piscina de 50 metros.
Hay cuarenta eventos oficialmente reconocidos de natación; sin embargo, el Comité Olímpico Internacional solo reconoce 32 de ellos. El organismo rector internacional para la natación competitiva es la Federación Internacional de Natación, más conocida como la FINA.

### Aguas abiertas
En la natación en aguas abiertas, se llevan a cabo competiciones de natación en aguas abiertas (lago o mar), y hay pruebas de 5 km, 10 km y 25 km para hombres y mujeres. Sin embargo, solo el evento de 10 km se encuentra incluido en el programa olímpico, una vez más, tanto para hombres como para mujeres. Las competiciones de aguas abiertas suelen ser separadas de otras competiciones de natación con la excepción de los Campeonatos del Mundo y los Juegos Olímpicos.

## Estilos de natación
En la natación de competición, se han establecido cuatro estilos principales. Estos han sido establecidos entre los años 1930 y 1940. Son:
- mariposa
- espalda o dorso
- pecho o braza
- crol

En las competiciones, solo uno de estos estilos se puede utilizar salvo en el caso del combinado individual, o IM, que se compone de cuatro estilos. En este último caso, los nadadores nadan distancias iguales de mariposa, espalda, pecho, y finalmente, estilo libre que forzosamente deberá ser estilo crol, ya que no se puede repetir ninguno de los anteriores. En la competición olímpica, este evento de nado es de dos distancias: 200 y 400 metros. Algunas competiciones son de cursos cortos nadadas en piscinas de 25 metros, que también incluyen los 100 metros/yardas estilos (IM), en especial para los nadadores más jóvenes (generalmente menores de 14 años) que participan en el campeonato infantil de natación.

### Patada o batida de delfín
En las dos últimas décadas, el cambio más drástico en la natación ha sido la adición de la patada de delfín bajo el agua. Esto se utiliza para maximizar la velocidad en el inicio y después de las vueltas en todos los estilos. El primer nadador en realizarlo con éxito fue David Berkoff. En los Juegos Olímpicos de 1988, nadó la mayor parte de la carrera de 100 m espalda bajo el agua y rompió el récord mundial de la distancia durante los preliminares. Otro nadador utilizó la misma técnica, Denis Pankrátov, en los Juegos Olímpicos de Atlanta, donde completó casi la mitad de los 100 m mariposa bajo el agua para ganar la medalla de oro 1996. En la última década, los nadadores de competición estadounidenses han mostrado el mayor uso de la patada de delfín bajo el agua para obtener una ventaja, sobre todo olímpicos y ganadores mundiales de medallas como Michael Phelps y Ryan Lochte; sin embargo, estos nadadores no son capaces de ir más allá de quince metros bajo el agua debido a cambios de la normativa por parte de la FINA.
La patada de delfín se ve sobre todo en pruebas de estilo libre de media distancia y en todas las distancias de espalda y mariposa, que no se utiliza generalmente para el mismo efecto en el sprint estilo libre. Eso cambió con la adición de los llamados trajes de "técnicas" en el Campeonato Europeo de Natación de Rijeka, Croacia, en diciembre de 2008. Allí, Amaury Leveaux fijó un nuevo récord mundial de 44,94 segundos en el estilo libre de 100 m, 20.48 segundos en los 50 m estilo libre y 22.18 en los 50 m mariposa. A diferencia del resto de los competidores en estos eventos, pasó al menos la mitad de cada carrera sumergido utilizando la patada de delfín.

## Piscinas de competición

Un diagrama de la FINA de una piscina estándar para competiciones

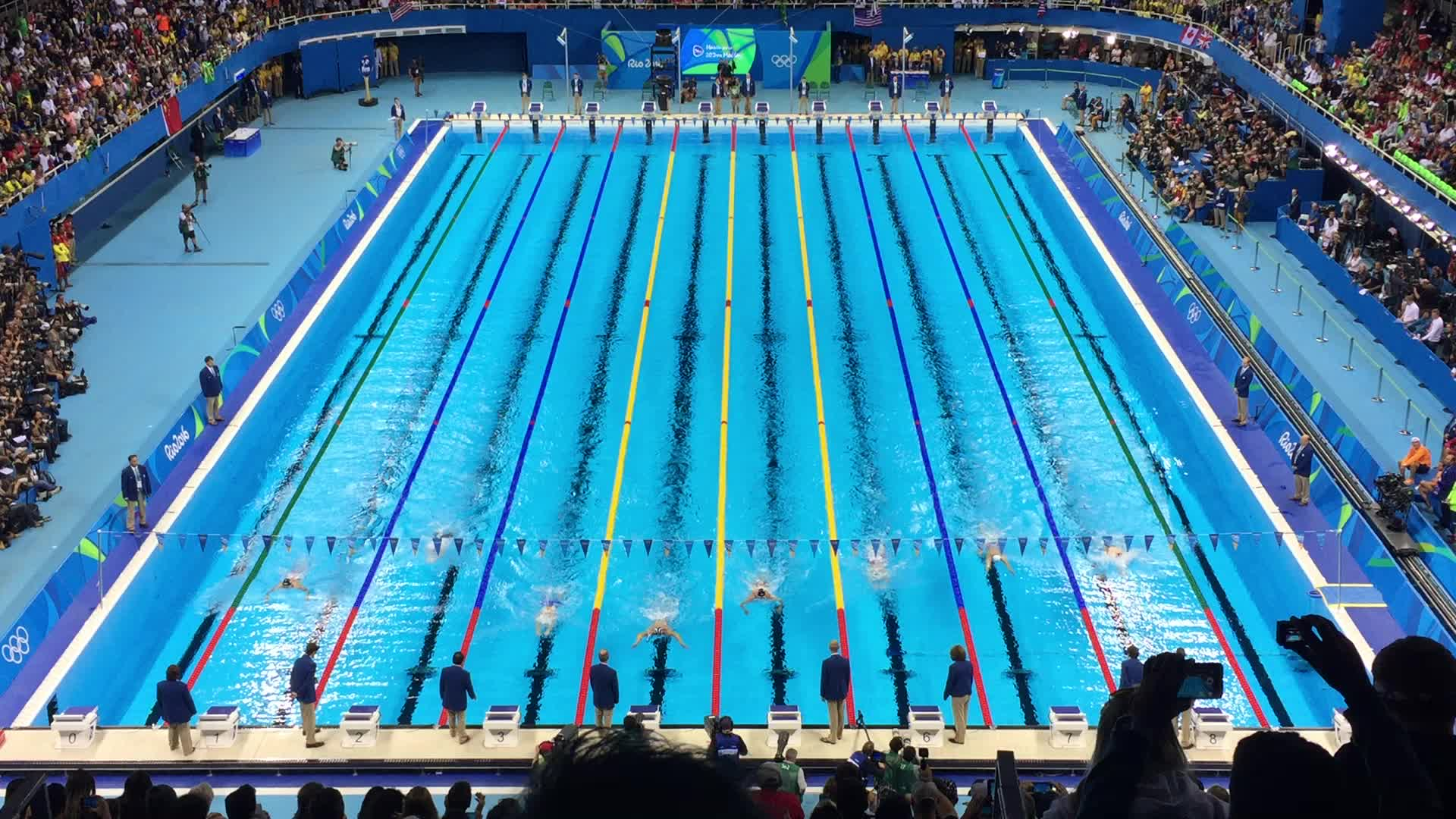
Piscina en los Juegos Olímpicos de 2016

Las piscinas de competición en campeonatos mundiales deben ser de 50 metros (160 pies) de largo y 25 metros (82 pies) de ancho, con diez carriles marcados desde el cero al nueve (el carril uno y diez en algunas piscinas; por lo general son dejados vacíos); los carriles deben ser de al menos 2,5 metros (8,2 pies) de ancho. Deben estar equipados con bancos de salida en ambos extremos de la piscina y la mayoría deben tener equipo automático, incluyendo pantallas táctiles para registrar los tiempos y sensores para asegurar la legalidad de relé. La piscina debe tener una profundidad mínima de dos metros.

## Temporadas
La natación competitiva, desde el nivel club hasta el nivel internacional, tiende a tener competiciones en otoño e invierno y una temporada de natación tiende a tener competiciones en primavera y verano, en piscinas y en aguas abiertas.
En Europa se llevan a cabo competiciones de natación entre septiembre y diciembre, y temporadas de enero a agosto.
En nivel club, escuelas y universidades organizan temporadas de natación en los Estados Unidos. Las temporadas se llevan a cabo en piscinas de 50 metros y tienen una duración de abril hasta finales de agosto y las competiciones en aguas abiertas se llevan a cabo en verano.
En la natación de club en Australia, las temporadas son desde abril hasta septiembre.
Las distancias de nado son iguales en todo el mundo. En la temporada de curso corto americano, las pruebas de estilo libre son de 500 yardas, 1000 yardas, y 1650 yardas, mientras que durante la temporada de curso largo en América es de 400, 800 metros, y 1500 metros estilo libre.
A partir de cada temporada de competiciones de natación en curso corto permite competiciones de distancia más corta para los nadadores novatos. Por ejemplo, en la temporada de curso corto si un nadador quería competir en una carrera en que acababa de introducirse, una carrera / metro de 25 yardas está disponible para ellos, en contraposición a la larga estación supuesto cuando tendrían que ser capaces de nadar en menos de 50 metros de ese nuevo trazo con el fin de competir.

## Equipamiento y accesorios
- Traje de baño: cubrirá el cuerpo parcialmente. Las últimas tendencias están destinadas a desarrollar tejidos que mejoren el deslizamiento, disminuyan la fricción, y por ende la velocidad. Han existido y siguen existiendo muchas controversias sobre si los materiales empleados por algunas marcas y patrocinados a diferentes figuras, Michael Phelps por ejemplo, vulneraban el espíritu de igualdad en la competición a la vista de los múltiples récords batidos. Esto ha llevado a la FINA (Federación Internacional de Natación) a regular el tipo de bañadores que se podrían emplear en competición, si el competidor deseaba que sus marcas fuesen aceptadas como válidas.[9]
- Gorro: mantiene el cabello del nadador  cubierto para reducir la fricción, hechos de látex, silicona o elastano.
- Pinzas de natación: pinzas utilizadas también en Natación Sincronizada para que sea más cómodo a la hora de realizar el ejercicio.
- Gafas: resguarda los ojos del agua y el cloro; los lentes pueden ser teñidos para contrarrestar el brillo en las piscinas al aire libre; pueden utilizarse lentes graduadas por nadadores que usan lentes correctivas.
- Aletas de goma: se utilizan para realizar una patada más rápida, también mejora la técnica, manteniendo los pies en la posición correcta al patear. Las aletas utilizadas por nadadores son mucho más cortas que las aletas normales para asegurar una patada rápida.
- Palas de natación: los nadadores utilizan estos dispositivos de plástico para fortalecer el brazo y la fuerza del hombro y así mismo refinar la técnica. Van unidas a las manos mediante tiras de caucho, u otro tipo de material elástico. Vienen en muchas formas y tamaños diferentes.
- Tabla de natación: dispositivo de flotación de goma espuma que se utiliza para soportar el peso de la parte superior del cuerpo mientras el nadador se centra en la patada.
- Pull buoy: dispositivo de flotación realizado con goma espuma que soporta el peso de las piernas para que el nadador se focalice en el deslizamiento y la tracción. Principalmente es utilizado para unir las piernas y tener una buena postura para solo moverte y desplazarte con la brazada.
- Esnórquel y tubas de natación: se fabrican estandarizados en forma de J; se utiliza para respirar mientras la boca y la nariz están sumergidas, con la cabeza en posición fija; de esta manera el nadador puede focalizar su atención en la posición de la cabeza, y también para perfeccionar la brazada; también es frecuente ser prescrito en programas de natación terapéutica, para no forzar las cervicales en el recobro.

### Ropa de baño

#### Hombres
Se rompieron 70 récords mundiales, y 66 récords Olímpicos se rompieron (había carreras en los Juegos Olímpicos de Pekín 2008 y en el Campeonato del Mundo de Natación de 2009 en Roma, donde los primeros cinco finalistas nadaron más rápido que el anterior récord mundial).
Desde el 1 de enero de 2010, los hombres solo se les permite usar trajes de material textil cuyas dimensiones no pueden sobrepasar la línea imaginaria que forma el ombligo hasta la parte superior de la rodilla..  El traje de baño solo puede estar compuesto por una pieza y no se puede utilizar más de un bañador en competición. Otro de los cambios respecto a la normativa previa al 2010, fue la eliminación de las cremalleras en los trajes de baño. Actualmente se encuentran prohibidas tanto en piscina como en aguas abiertas, donde si se permite que el tejido cubra el torso y las piernas, siempre dejando de forma libre la articulación del hombro. El material al igual que en la normativa en piscina, ha de ser textil no está permitido el uso de tejidos con material de poliuretano. Solo está permitido el uso de trajes de baño que cubran de forma íntegra el cuerpo del nadador (incluyendo extremidades) y que tenga un material textil similar al neopreno en competiciones de aguas abiertas cuando la temperatura del agua se encuentra por debajo de los 18 °C.

#### Mujeres
Las mujeres llevan trajes de una pieza con diferentes partes posteriores, también pueden utilizar trajes de dos piezas (en entrenameinto se encuentran permitidos, en competición están prohibidos). La parte de atrás de los trajes de baño femeninos varían principalmente en el espesor de la correa y el diseño geométrico permitiéndose que cubra en mayor o menor medida la superficie de la espalda. Desde el 1 de enero de 2010 en las competiciones, las mujeres solamente pueden usar trajes que cubran desde la parte superior de la rodilla hasta la articulación del hombro, sin que haya presencia de cremalleras u otros tipos de cierre, al igual que en los bañadores masculinos. Respecto a la normativa del 2010, los bañadores de competición de mujeres perdieron menos tejido que los de los hombres (en natación en piscina) ya que la única parte que se modificó fue la zona de los gemelos. En aguas abiertas la normativa es igual que la de los hombres, tanto en bañadores como en la utilización del neorpeno cuando las temperaturas son inferiores a 18 °C.
Fastskin
A la hora de competir, el traje que se utiliza se llama fastskin o bañador de competición que está elaborado con un tejido hidrófobo, con ciertos tipos de patrones con una capacidad de deslizamiento y velocidad son superiores a cualquier otro tipo de bañador, lo que permite mejorar la hidrodinámica del nadador/a.
Son bañadores considerablemente ligeros, pero que cubren una gran superficie del cuerpo (/la permitida por la normativa de la Federación Internacional), ya que están diseñados para ser lo menos intrusivos posible en el deslizamiento dentro del agua y aprovechamiento de los movimientos del nadador.
Asimismo, la propia tela es completamente impermeable, y al ser ajustado al cuerpo, se encuentra entonces una superficie deslizable mucho más rápida, lo que impacta en el estilo definitivo del nadador.
De hecho, a diferencia de cualquier otro bañador previamente existente, este tiene un proceso de colocación considerablemente más complejo, lo cual no logra ser enteramente práctico para su uso cotidiano, además de que su desgaste es alto por lo que solo es recomendable su uso en competición o en entrenamientos específicos.

#### Trajes de arrastre
Los trajes de arrastre se utilizan para aumentar la resistencia al agua contra el nadador para ayudarle a entrenar para las competiciones. Algunos estilos de trajes de arrastre incluyen nailon, trajes viejos, y las camisetas: artículos que aumentan la fricción en el agua para construir la fuerza durante el entrenamiento, y por lo tanto aumentar la velocidad de arrastre.
Algunos nadadores también se afeitan las áreas expuestas de la piel antes de las competiciones con el fin de reducir la fricción en el agua. La práctica se hizo popular después de los Juegos Olímpicos de 1956, cuando Murray Rose y Jon Henricks se afeitaron y ganaron medallas de oro para Australia. La piel recién afeitada es menos resistente cuando está en el agua. Además, un estudio hecho en 1989 demostró que el afeitado mejora el rendimiento general de un nadador mediante la reducción de la fricción.
El uso de trajes de arrastre durante el entrenamiento también mejora el rendimiento mental durante las competiciones. Los trajes de arrastre hacen que un nadador se siente más lento y más resistentes durante el entrenamiento con la fricción añadida. Luego, en la competición, un nadador afeitado mejora en la rapidez y sin problemas de resistencia en el agua.
Las desventajas de utilizar un traje de arrastre es el agotamiento. Esto es causado por la fatiga propia del nadador. Cuando el nadador se vuelve más fatigado, diferentes grupos de músculos se vuelven más cansados. En consecuencia, el nadador forzara sus músculos para seguir nadando, lo que puede causar calambres.

## Toxicidad por exposición al cloro y otros químicos
Los nadadores, así como las personas que trabajan en las piscinas, están expuestos a una importante toxicidad química directa de las vías respiratorias por la inhalación del cloro ambiental. Esta toxicidad se produce por la exposición a bajos niveles de cloro de manera continuada y picos de niveles elevados ocasionales involuntarios (exposiciones agudas). Las exposiciones a los niveles más altos se deben a fallos puntuales en los sistemas de cloración automática y negligencia de los operarios de mantenimiento, por falta de conocimiento o ausencia de cultura de seguridad; estos incidentes no son inusuales. Otras causas que motivan desprendimiento de cloro al aire con acumulación de niveles excesivos, aunque el nivel de cloro en el agua esté dentro de la normativa, incluyen insuficiente ventilación, actividades con gran agitación del agua (como entrenamientos intensos o niños jugando) y presencia de un elevado número de usuarios.
- Exposición continuada a bajos niveles de cloro: Provoca irritación e inflamación de las vías respiratorias y aumenta considerablemente el riesgo de desarrollar asma, bronquitis crónica y ataques aislados de sibilancias. En los adolescentes con atopia, aumenta además el  riesgo de desarrollar rinitis alérgica.[13][15]

- Intoxicación por inhalación de niveles elevados de cloro: Puede provocar lesión pulmonar aguda, síndrome de dificultad respiratoria aguda y, hasta en un 1 % de los casos, la muerte. Los síntomas y signos de obstrucción de las vías respiratorias derivados  de la intoxicación incluyen tos, opresión en el pecho, disnea, sibilancias, estertores, inflamación pulmonar (con o sin infección asociada), edema pulmonar o hipoxemia.[13][20]

Las formas de cloro involucradas en la toxicidad respiratoria no se limitan al cloro gaseoso sino también a los compuestos que se forman por su combinación con otras sustancias, tales como el ácido hipocloroso, el dióxido de cloro y la cloramina. De hecho, debido a que el cloro gaseoso es moderadamente soluble en agua, cuando entra en contacto con las mucosas de las vías respiratorias forma ácido hipocloroso, ácido clorhídrico y diversos oxidantes altamente reactivos, a medida que se va disolviendo en el líquido de la superficie de las vías respiratorias. Esto provoca lesiones que no se limitan a las vías respiratorias inferiores, sino que también puede afectar a los ojos, la piel y las vías respiratorias superiores. La vía aérea se ve especialmente afectada desde la nariz hasta el nivel de los bronquios. El daño oxidativo de las vías respiratorias puede no aparecer de manera inmediata, sino que puede desarrollarse de manera retardada, durante cualquier etapa de la enfermedad (días e incluso semanas después de la exposición al cloro).
El funcionamiento normal de las vías respiratorias puede no volver a restablecerse con normalidad después sufrir lesiones por la inhalación de cloro, dejando secuelas permanentes tales como asma, hiperreactividad inespecífica de las vías respiratorias, síndrome de disfunción reactiva de las vías aéreas, fibrosis pulmonar e hiperplasia mucosa. Una única exposición a niveles elevados es suficiente para provocar secuelas permanentes.
Otras numerosas sustancias químicas también provocan toxicidad respiratoria en las piscinas, tales como las que se liberan al aire como consecuencia de las reacciones entre sí del resto de agentes químicos añadidos al agua de la piscina, de estos con el cloro gaseoso y con la materia orgánica de origen humano. No se conoce aún el número exacto de los diversos compuestos químicos resultantes de estas reacciones ni todos sus efectos concretos sobre la salud, si bien algunos se consideran tóxicos o cancerígenos.

### Accidentes documentados
Los accidentes por inhalación de productos químicos en piscinas no son hechos inusuales. Algunos ejemplos se detallan a continuación.
En España en 1992, una niña de diez años murió asfixiada por inhalación de cloro en una piscina climatizada cubierta. Otros once niños resultaron intoxicados en el mismo incidente y sufrieron lesiones pulmonares, dos de ellos muy graves. Los hechos se produjeron como consecuencia de una negligencia en la manipulación de los sistemas de depuración del agua.
Entre los años 2008 a 2012 se documentaron 41 accidentes en piscinas por sustancias químicas, con un total de 428 víctimas, una de ellas mortal (un operario) y al menos 1750 personas evacuadas. El número de víctimas en un único incidente osciló desde una sola persona afectada hasta más de 80 intoxicados (Asturias, 2010). La mayoría de los accidentes se produjo en piscinas municipales.

## Nadadores destacados
- Michael Phelps (1985), nadador estadounidense ganador de 28 medallas (23 de oro) en los Juegos Olímpicos de Atenas, Grecia, en 2004; Beijing (Pekín), China, de 2008; Londres, Inglaterra, en 2012 y Río de Janeiro, Brasil en 2016. Es el atleta más laureado en toda la historia de los Juegos Olímpicos.
- Mark Spitz (1950), nadador estadounidense que ganó 7 medallas de oro en los Juegos Olímpicos de Múnich, Alemania, de 1972.
- Michael Gross (1964), nadador alemán, el mejor especialista en pruebas de mariposa de todos los tiempos y uno de los más laureados de la historia. Su elevada estatura y una extraordinaria potencia derivada de su gran envergadura, le dotaron de una forma de nado muy característica, por la que recibió el sobrenombre de El Albatros, ave marina a cuyos movimientos se asemejaba.
- Matt Biondi (1965), nadador estadounidense, cuyas 11 medallas en tres ediciones de los Juegos Olímpicos, le convirtieron en uno de los mejores nadadores durante la década de 1980 y los primeros años de la de 1990.
- Kristin Otto (1966), nadadora alemana que ganó seis medallas de oro en los Juegos Olímpicos de 1988
- Jenny Thompson (1973), nadadora estadounidense con el mayor número de medallas olímpicas de natación femenina.
- Franziska van Almsick (1978), nadadora alemana, campeona del mundo y ganadora de cuatro medallas de plata en los Juegos Olímpicos. Pese a ser la máxima figura de la natación femenina durante la década de 1990, no pudo conseguir el oro olímpico ni en Barcelona (1992) ni en Atlanta (1996). No obstante, las medallas logradas en dichas citas, así como su espectacular palmarés en distintas ediciones de los campeonatos de Europa y del Mundo, avalan una de las más brillantes trayectorias de este deporte en las últimas décadas.
- Martín López-Zubero (1969), nadador español considerado el mejor de la historia de su país.[1] Campeón europeo, mundial y olímpico, y plusmarquista universal en la prueba de 200 m espalda. López-Zubero celebra su triunfo en la prueba de 100 metros espalda durante el Campeonato de Europa celebrado en Atenas en 1991. En esta misma competición, logró otra medalla de oro (en 200 m espalda) y una de plata (en 100 m mariposa).
- Alexandr Popov (1971), nadador ruso que, con ocho medallas olímpicas, posee uno de los mejores palmarés de la historia de la natación.
- Felipe “Tibio” Muñoz Kapamas (1951), nadador mexicano, primero de su país en conseguir una medalla olímpica de oro. En 1997 recibió la Orden Olímpica que reconocía su hazaña.
- Alberto Zorrilla (1906-1986), nadador argentino, primer campeón olímpico de natación nacido en Sudamérica
- Vladimir Salnikov (1960), ganó cuatro medallas de oro olímpicas, cuatro oros en campeonatos mundiales y batió doce récords del mundo en las pruebas de 400, 800 y 1500 metros libres.
- Ian Thorpe (1982), ganó cinco medallas de oro en Juegos Olímpicos, siendo la mayor marca conseguida por cualquier deportista australiano, y en 2001 se convirtió en la única persona en ganar seis medallas de oro en un solo Campeonato Mundial de Natación.
- Mireia Belmonte (1990), nadadora española ganadora de 20 medallas de oro, participante en 2 juegos olímpicos, y batidora de varios récords mundiales.
- Katinka Hosszú (1989) ganó en 2009 el mundial en 400 metros estilos y en 2013, 2015 y 2017 la modalidad de 200 metros y 400 metros estilos. La nadadora húngara conocida también como  "Iron Lady" batió, en los Juegos Olímpicos de Río de Janeiro (2016), el récord en la modalidad de 400 metros estilos con un tiempo de 4:26:36.